# روبرتو پاسارین
روبرتو پاسارین (انگلیسی: Roberto Passarin; ۷ ژوئیهٔ ۱۹۳۴ – ۵ آوریل ۱۹۸۲) بازیکن فوتبال اهل ایتالیا بود.
از باشگاه‌هایی که در آن بازی کرده‌است می‌توان به باشگاه فوتبال اینتر میلان، باشگاه فوتبال آلساندریا، باشگاه فوتبال تریستیانا، باشگاه فوتبال نووارا، و باشگاه فوتبال پالرمو اشاره کرد.